# Lucas Veríssimo
Lucas Veríssimo da Silva (Jundiaí, São Paulo, Brasil, 7 de juliol de 1995) és un futbolista brasiler que juga de defensa al SL Benfica de la Primeira Lliga de Portugal.

## Trajectòria
Es va formar a les categories inferiors del José Bonifácio i del Linense, i en aquest últim fou on al gener de 2013 va ser promocionat al primer equip. No obstant això, poc temps després va passar a les categories inferiors del Santos.
Va ser promogut al primer equip del club el 30 de desembre de 2015. Va debutar professionalment el 30 de gener de 2016, com a titular en l'empat 1-1 contra el São Bernardo pel Campionat Paulista. Va renovar el seu contracte amb el club el 2 de març.
Amb el retorn del lesionat David Braz i el fitxatge de Luiz Felipe, va passar a ser suplent del primer equip. Va jugar el seu primer partit de la Serie A el 14 de setembre de 2016 en la derrota per 1-0 contra el Botafogo.
Va debutar en la Copa Libertadores el 16 de març de 2017, com a titular en la victòria a casa per 2-0 contra el The Strongest. Va marcar el seu primer gol com a professional el 4 de maig, el que va ser el gol de la victòria per 3-2 contra l'Independiente de Santa Fe.
El 18 de juliol de 2017 va renovar el seu contracte amb el Santos fins a juny de 2022, temps en què va guanyar continuïtat en l'equip. Va jugar el seu partit número 100 amb l'equip el 13 de maig de 2018 contra el Paraná.
El 8 de juny de 2020 va renovar el seu contracte amb el Santos fins a 2024. Uns mesos després, el 15 de gener de 2021, el club va anunciar que havia arribat a un acord amb el SL Benfica per al seu traspàs, incorporant-se a l'equip portuguès una vegada finalitzada la seva participació en la Copa Libertadores.

## Internacional
El 9 de setembre de 2021 va debutar amb la selecció del Brasil en un partit de classificació per al Mundial 2022 davant el Perú que els brasilers van guanyar per dos a zero.